# クロス新宿ビジョン

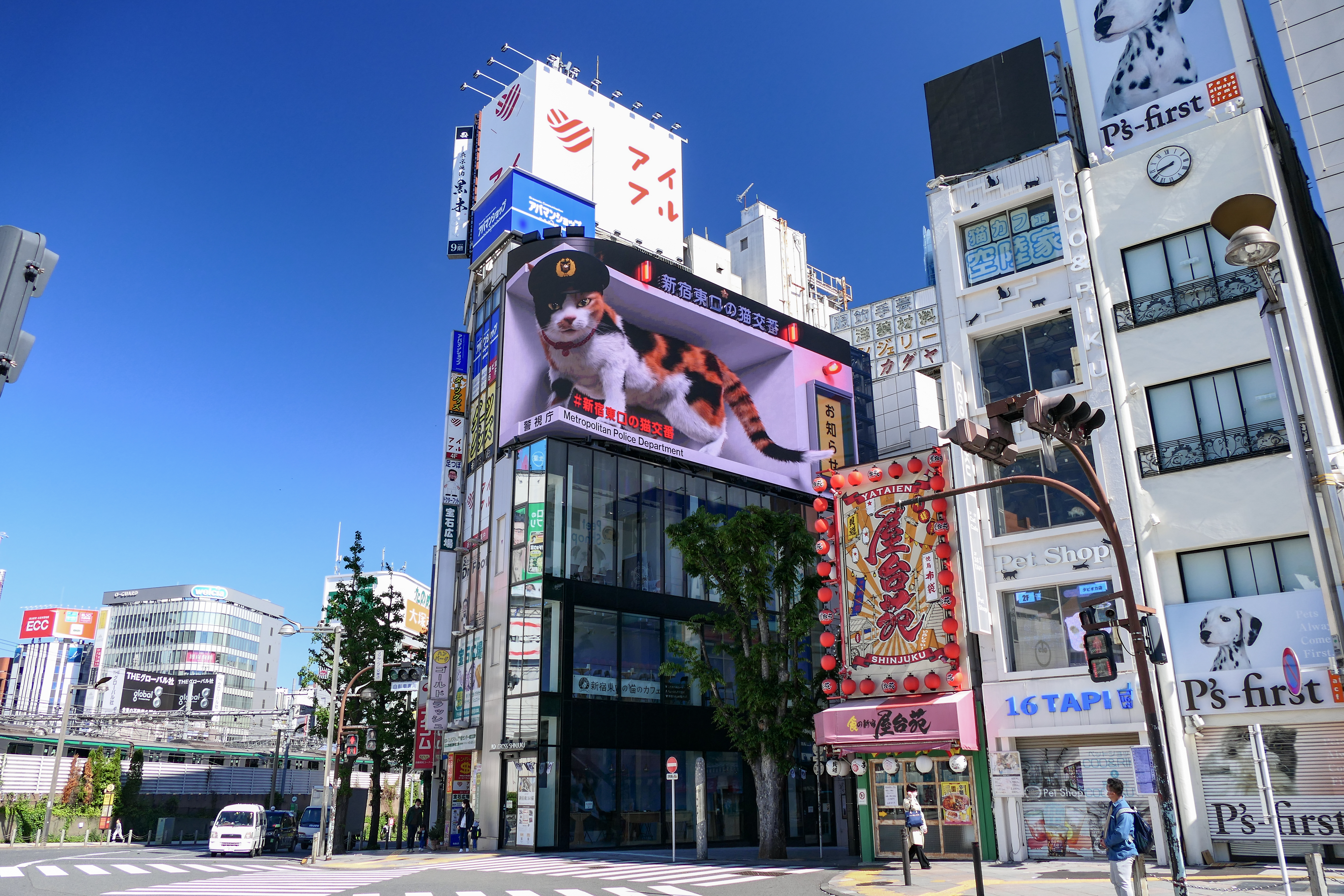
クロス新宿ビジョンに映し出される3Dの巨大な新宿東口の猫（2023年5月）

クロス新宿ビジョン（クロスしんじゅくビジョン）は、東京都新宿区の新宿駅東口近くにある街頭ビジョンである。曲面上の画面に映し出される巨大な三毛猫のコンピュータグラフィックスの3次元映像「新宿東口の猫」で知られる。

## 立地
新宿駅東口北側の駅前広場に面した「クロス新宿ビル」の4階部分に、縦8.16m×横18.96mの4K解像度のサイネージが掲出されている。建物は新宿通り側の間口が狭く、歌舞伎町交差点方面へのモア2番街に沿った奥行が長い作りで、角に合わせて画面を湾曲させているため、映像を立体的に見せることができる。立体的に見える最適な位置はスクランブル交差点を挟んだ向かい側で、JR新宿駅東口から西武新宿駅方面への地上の歩行者動線にあたる。視聴好適地は広場になっており、より多くの視聴者を得ることができる。運営会社では、周辺歩行者を平日19万人、休日は23万人と見込んでいる。
「クロス新宿ビル」は株式会社クロススペースが運営し、地上1～3階はイベントスペース、地下では猿田彦珈琲がプロデュースする喫茶店「パステト」が営業する。街頭ビジョンはマイクロアドデジタルサイネージとユニカが共同で運営する。駅前広場から見て右手の新宿アルタにはアルタビジョン、西武新宿駅前の新宿大ガード東交差点のユニカビルにはユニカビジョンの大型街頭ビジョンがあり、2020年東京オリンピック・パラリンピックの際にはこれらとともに結果速報を伝える「シンクロ放映」を行った。
放映時間は朝7時から25時（深夜1時）までで、23時以降は音声を停止する。猫の映像は15分おきに、複数の動画を組み合わせた2分15秒のプログラムが放映される。
このビジョンは本来広告媒体として設置されたものであり、猫の映像だけでなく様々なクライアントの広告が放映される。2021年11月には、三毛猫と企業との初のコラボ企画として、換毛期の猫の抜け毛を掃除するルンバの映像が制作された。
シンガーソングライターRAKURAによるクロス新宿ビジョンのテーマソング『Shinjuku no Nekomae』が制作され、2022年1月26日より同ビジョンで放映されている。

## 技術
湾曲ディスプレイに合わせ変形させて作成した映像を映すことにより、交差点の向かい側にいる視聴者に対して立体的に見せることができる。猫は天井と床、奥2方向の壁に囲まれているが、天井より上方の余白に相当する部分には背後の既存の看板に合わせた色が配置されている。この余白に猫の体の一部をはみ出させて映すことにより、画面より下にいる視聴者には、猫が天井と床に挟まれた空間より手前に飛び出しているように見える。
LEDディスプレイの作成はヒビノによるもので、世界的に湾曲またはL字型の街頭ビジョンを活用した立体視へ取り組む潮流が起きており、立体的に見える映像がより魅力的に映るLEDディスプレイを目標に作成された。設置後に予想以上の反響があり、SNSに投稿するためにスマートフォンのカメラでLEDディスプレイを撮影する人が多かったが、目視を想定して作成したため、スマートフォンではあまり綺麗に写らないことが課題として挙がり、新たにリフレッシュシートの数値を調整してスマートフォンのカメラでも綺麗に撮れるよう改善した。
クロス新宿ビルとモア2番街を挟んだビル屋上には固定カメラと視界を操作できるVRカメラが設置され、クロス新宿ビジョンが映す映像と、猫の視点で駅前広場を見下ろす映像をYouTubeでライブ配信している。

## 猫
三毛猫の映像の作成に当たっては、猫好きのスタッフが結集し、猫の習性や行動をふまえた様々な検討が重ねられた。映像制作には、映画『空海-KU-KAI- 美しき王妃の謎』で黒猫と虎のCGスーパーバイザーを受け持った経歴のある青山寛和を中心としたチームが担当し、同映画で化け猫のキャラクターを制作したオムニバス・ジャパンが全面サポートした。音楽制作は、保護猫の活動も行うIntercity-Expressが担当した。映像制作には約5か月を要した。
この体長10mを越える巨大な猫の出現は日本国外でもロイターやCNNなどで報道され、アメリカABCテレビではcatとGodzilla（ゴジラ）を合わせて「Catzilla（キャジラ）」と呼んだ。
キャラクターに三毛猫を選定した理由として、運営会社では「渋谷にはハチ公、池袋にはいけふくろうがいるが、新宿にはこれまで街をイメージする動物がいなかった。老若男女から愛される動物として猫に決定し、新宿にはコロナ禍以前より外国人観光客が多く訪れていたことから、和を感じさせる毛色として三毛を選定した」と述べている。
『新宿東口の猫』は、第25回文化庁メディア芸術祭エンターテインメント部門ソーシャル・インパクト賞を受賞した。